# Henriette Delabarre
Pour les articles homonymes, voir Delabarre.
Ne doit pas être confondu avec Henriette Delabarre-Henry.
Henriette Delabarre, née le 31 juillet 1876 à Paris (20e arrondissement) et morte le 10 novembre 1948 à Paris (14e), est une reine de beauté française. 

## Biographie
Fille d'un horloger et d'une blanchisseuse, blanchisseuse elle-même, elle se fait d'abord connaître lorsqu'elle est élue le 24 mars 1892 Reine des Reines du Carnaval de Paris. Le Journal illustré du 27 mars 1892 (page 104) écrit alors : 
« Quoi qu'il en soit, la reine des reines, celle des blanchisseuses, dont nous publions la photo, est remarquablement jolie. Elle se nomme Henriette Delabarre. Elle a été élue par les autres reines, au scrutin et au premier tour, par une trentaine de souveraines de lavoir qui ont donné aux membres du parlement une leçon de justice en s'inclinant devant la grâce, devant la beauté de leur compagne. Mlle Delabarre a seize ans. Blonde, la taille élancée, très aimable, très enjouée, elle fera, dans sa riche parure d'un jour, grand honneur à sa corporation, et tout Paris s'apprête à lui faire cortège. Elle habite rue des Trois-Couronnes et travaille avec sa mère, reine aussi jadis, et sa jeune sœur au lavoir Moderne de la rue Oberkampf ».
Elle épouse le 26 avril 1897 un plombier Alfred Auguste Rouet à Paris 11e et est morte à Paris 14e le 10 novembre 1948, à l'Hôpital Saint-Joseph. Elle est inhumée au Cimetière de Sceaux le 15 novembre 1948.